# Zachary Conrad
Zachary Conrad (ur. 11 października 1975 w Fort Collins) – amerykański kolarz torowy i szosowy, brązowy medalista torowych mistrzostw świata.

## Kariera
Największym sukcesem w karierze Zachary'ego Conrada jest zdobycie wspólnie z Mariano Friedickiem, Dirkiem Copelandem i Mattem Hamonem brązowego medalu w drużynowym wyścigu na dochodzenie podczas mistrzostw świata w Bogocie w 1995 roku. W tym samym roku zdobył również mistrzostwo USA w tej konkurencji oraz zajął drugie miejsce w szosowym wyścigu Norwest Cup organizowanym w amerykańskim Minneapolis.